# Stazione di Orvieto
Stazione di Orvieto vasútállomás Olaszországban, Umbria régióban, Orvieto településen.

## Vasútvonalak
Az állomást az alábbi vasútvonalak érintik:
- Firenze–Róma-vasútvonal

## Kapcsolódó állomások
A vasútállomáshoz az alábbi állomások vannak a legközelebb: 
- Stazione di Allerona-Castel Viscardo
- Baschi railway station